# Skyhaven Airport (New Hampshire)

i7
i11
i13
Der Skyhaven Airport (ICAO-Code: KDAW, FAA-LID: DAW) ist ein Flugplatz in Rochester im Strafford County im Südosten von New Hampshire, einem der Neuenglandstaaten der USA. Er steht der allgemeinen Luftfahrt offen.

## Übersicht
Der Flugplatz wurde im August 1947 in Betrieb genommen und 1968 vom Staat von New Hampshire aus Privatbesitz erworben. Er wurde bis 2009 von der Luftfahrtbehörde betrieben und ging dann in den Besitz der Pease Development Authority über, die den Portsmouth International Airport at Pease in Portsmouth betreibt. Im New Hampshire State Airport System Plan wurde er als Local Airport eingeordnet, der von den meisten ein- und zweimotorigen Flugzeugen benutzt werden kann. Der größte Teil der Flugbewegungen entfällt auf Trainingsflüge, Flüge der ortsansässigen Geschäftsflugzeuge und medizinische Einsätze.

## Lage
Der Flugplatz liegt im Südosten der Lakes Region New Hampshires in etwa 4,8 Kilometer Entfernung südöstlich vom Zentrum von Rochester. Erschlossen wird der Platz von der New Hampshire Route NH-108 aus, nächste überregionale Straße ist der Spaulding Turnpike beziehungsweise die NH-16.

## Anlage
Die Bahn 15/33 ist asphaltiert und 1280 Meter lang sowie 23 Meter breit. Eine Rollbahn verläuft über die gesamte Länge. Der Anflug ist visuell oder im nicht-präzisen Instrumentenanflug möglich. Es gibt T-Hangars sowie Abstellplätze mit Verankerungsmöglichkeiten und umfassende Wartungs- und Reparatureinrichtungen für Zellen und Triebwerke. AvGas (Flugbenzin) ist zeitlich unbeschränkt in Selbstbedienung verfügbar.

## Flugbewegungen
Zum Zeitpunkt der Erfassung (2018) war der Flugverkehr überwiegend lokal. 2250 Zwischenlandungen standen 7000 örtliche Flugbewegungen gegenüber (Stand 2022). Zu dieser Zeit waren hier 51 Flugzeuge stationiert.